# Rikiya Matsuda
Pour les articles homonymes, voir Matsuda.

a Compétitions nationales et continentales officielles uniquement.

b Matchs officiels uniquement.
Dernière mise à jour le 16 juillet 2024.
Rikiya Matsuda (松田力也, Matsuda Rikiya), né le 3 mai 1994 à Kyōto (Japon), est un joueur de rugby à XV international japonais évoluant aux postes de demi d'ouverture, centre ou arrière.

## Carrière

### En club
Rikiya Matsuda a commencé par évoluer en championnat japonais universitaire avec son club de l'Université Teikyō entre 2013 et 2017. Il remporte à trois reprises ce championnat en 2014, 2015 et 2016, ainsi que la ligue Kanto Taikosen en 2013, 2014 et 2015.
Il a ensuite fait ses débuts professionnels en juin 2017 avec la franchise japonaise des Sunwolves, évoluant en Super Rugby. Il est alors recruté en cours de saison afin de compenser les absences de joueurs comme Timothy Lafaele ou Harumichi Tatekawa. Il fait ses débuts le 1er juillet 2017 en entrant en jeu lors du match contre les Lions. Il joue trois saisons avec cette équipe.
Toujours en 2017, il rejoint le club des Panasonic Wild Knights situé à Ōta et qui évolue en Top League. Lors de sa première saison avec ce club, il dispute quatorze matchs pour autant de titularisations, toutes au poste de premier centre, en raison de la concurrence à l'ouverture de l'ancien international australien Berrick Barnes. Il s'impose comme le titulaire à l'ouverture à partir de 2018,.
À la fin de la saison 2021, il est titulaire à l'ouverture lors de la finale de Top League que remporte son équipe face aux Suntory Sungoliath, inscrivant treize points au pied.
L'année suivante, à l'occasion de la réforme du championnat japonais, son équipe est placée en première division de la nouvelle League One, et se voit renommé Saitama Wild Knights. Son équipe remporte à nouveau le championnat national, après une affiche similaire à l'année précédente. Matsuda manque toutefois la finale à cause d'une blessure au genou.
En 2024, à la fin de sa septième saisons avec les Wild Knights, il annonce quitter le club et s'engage dans la foulée avec les Toyota Verblitz,.

### En équipe nationale
Rikiya Matsuda joue avec les Baby Blossoms pendant trois ans en 2012, 2013 et 2014,. Il est finaliste du trophée mondial des moins de 20 ans en 2012 avec les Baby Blossoms.
Il est sélectionné pour la première fois avec l'équipe du Japon dans le cadre de la tournée de juin 2016. Il obtient sa première cape internationale le 11 juin 2016 à l’occasion d’un match contre l'équipe du Canada à Vancouver.
Il sélectionné dans le groupe de 31 joueurs retenus pour disputer la Coupe du monde 2019 au Japon. Doublure de Yu Tamura, il dispute quatre match comme remplaçant lors de la compétition, dont le quart de finale perdu contre l'équipe d'Afrique du Sud.
Il est appelé dans le groupe japonais pour la préparation de la Coupe du monde 2023. Il est ensuite retenu dans la sélection finale pour le Mondial,. Il est titulaire à l'ouverture lors des quatre matchs que dispute son équipe.

## Palmarès

### En club
- Vainqueur du championnat japonais universitaire en 2014, 2015 et 2016 avec l'Université Teikyō.
- Vainqueur de la ligue Kanto Taikosen en 2013, 2014 et 2015 avec l'Université Teikyō.

- Vainqueur de la Top League en 2021 et 2022 avec les Saitama Wild Knights.
- Finaliste de Top League en 2018, 2023 et 2024 avec les Saitama Wild Knights.

### En équipe nationale
- 38 sélections avec le Japon depuis 2016.
- 133 points marqués (1 essai, 24 pénalités et 28 transformations).

- Vainqueur du Championnat d'Asie de rugby à XV en 2017.

- Participation à la Coupe du monde 2019 (4 matchs) et Coupe du monde 2023 (4 matchs).